# Paralonchurus peruanus
Paralonchurus peruanus is een straalvinnige vis uit de familie van ombervissen (Sciaenidae) en behoort derhalve tot de orde van baarsachtigen (Perciformes). De vis kan een lengte bereiken van 45 centimeter.

## Leefomgeving
Paralonchurus peruanus is een zoutwatervis. De vis prefereert een tropisch klimaat en leeft hoofdzakelijk in de Grote Oceaan. De diepteverspreiding is 0 tot 10 meter onder het wateroppervlak.

## Relatie tot de mens
Paralonchurus peruanus is voor de visserij van aanzienlijk commercieel belang. In de hengelsport wordt er weinig op de vis gejaagd. Tevens wordt de soort gevangen voor commerciële aquaria.